# Забігайло Костянтин Семенович
Костянти́н Семе́нович Забіга́йло (1 січня 1916, Біла Церква — 13 грудня 1996, Київ) — український правознавець та дипломат. Дослідник історії зовнішньої політики та міжнародно-правової діяльність УРСР, її участь в ООН та інших міжнародних організаціях, право міжнародних організацій. Доктор юридичних наук (1965), професор (1967). Батько дипломата Володимира Забігайла.

## Життєпис

Могила Костянтина Забігайла, Байкове кладовище

Народився 1 січня 1916 року в місті Біла Церква. У 1940 році закінчив Київський університет, юридичний факультет. У 1952 році — Дипломатичну академію МЗС СРСР. Кандидатська дисертація: «Питання захисту жертв війни на Женевській дипломатичній конференції 1949 року». Докторська дисертація: «Питання міжнародного права в практиці Української РСР (1944—1964 рр.)»
У 1940—1944 рр. — працював у органах прокуратури Ростовської області (РФ), Туркменістану;
У 1944 — працював у органах прокуратури Києва.
У 1944—1967 — референт, 1-й секретар, помічник міністра, радник Міністерства закордонних справ Української РСР. Брав участь в роботі 2-ї сесії Конференції ООН з морського права (Женева) у 1960 році.
З 1967 — доцент, професор.
У 1972 та 1978—1980 — декан факультету міжнародних відносин і міжнародного права Київського університету.
З 1980 — професор-консультант кафедри міжнародного права та іноземного законодавства.
Помер на 81-му році життя 13 грудня 1996 року. Похований разом з дружиною на Байковому кладовищі (ділянка № 49а, 50°24′59.2″ пн. ш. 30°30′5.4″ сх. д. / 50.416444° пн. ш. 30.501500° сх. д.).

## Автор наукових праць
- Українська РСР — на міжнародній арені. К., 1963;
- Українська РСР в Організації Об'єднаних Націй. К., 1964;
- Українська РСР у міжнародних відносинах. К., 1969;
- Криза правових основ зовнішньої політики імперіалізму/К. С. Забігайло.–Київ: Знання,1981.– 47 с.;[5]
- Уроки історії та сучасність. К., 1985;
- Участь Української РСР у виробленні Статуту ООН // Проблеми правознавства. 1996. № 3.